# Furcoppia horakae
Furcoppia horakae är en kvalsterart som beskrevs av Sandór Mahunka 1987. Furcoppia horakae ingår i släktet Furcoppia och familjen Astegistidae. Inga underarter finns listade i Catalogue of Life.